# اسطوره‌شناسی آذری

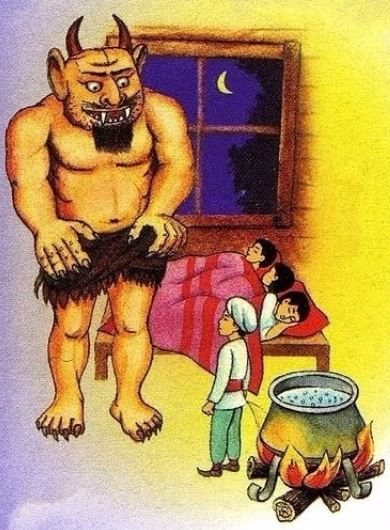
غول اساطیری دیو بر روی تمبر پست آذربایجان

اساطیر آذری بازنمایی اساطیری از مردم آذری هستند.
افسانه‌ها و افسانه‌های آذری بر اساس ایمان مردم به موجودات افسانه ای و اسطوره ای - حاملان خیر و شر - ایجاد شده است. واحدهای اساطیری مانند زمین - آسمان، دریا - کوه، آب - آتش، انسان - جانور، درخت - گل، باد - گِل و لای، بر نظام اساطیری تسلط دارند. داستان‌های مربوط به این وحدت‌ها با توسعه جامعه ایجاد شد. این داستان‌ها مشخصه رشد اولیه مردم است. این داستان‌ها طی قرون متمادی به صورت شفاهی منتقل می‌شد. گروه دیگری از وحدت‌های اسطوره ای به عنوان داستان‌های جداگانه بخشی از گونه‌های مختلف فولکلور آذربایجان شدند. 
اگرچه اساطیر مردم آذری تحت تأثیر نیروهای بیرونی بود، اما رنگ و هویت محلی خود را حفظ کرد. اساطیر قوم کومیک نیز به هم مرتبط است.
خاستگاه برخی از اساطیر آذری در بنای حماسی اوغوز-نام و همچنین در داستان‌های حماسه قهرمانانه حماسه اوغوز کتاب دده کورکود است که شامل بازنمایی‌های اولیه ترکی و اساطیر ایرانی و دیدگاه‌های مارکایی است که در قفقاز شکل گرفته است. 

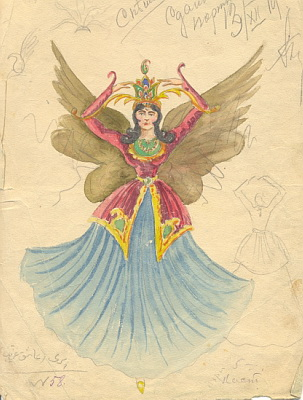
طرحی از یک پری. هنرمند عظیم عظیم زاده

## تاریخ

### شکل‌گیری و خصوصیات
اساطیر مختلف آذربایجان منشأ خود را از " اغوزنامه "، حماسه " کتابی دادا گورگود " گرفته‌اند، که هر دو برخورد باستانی اولیه ترک و قفقاز را ترکیب می‌کند.  اسطوره‌های آذربایجان متأثر از آیین گرایی، اعتقادات مذهبی، توتم گرایی و شمنیسم بودند.  اساطیر آذربایجان و ارمنستان محیط اساطیری قفقاز جنوبی را تشکیل می‌دهند، گرجستان متعلق به این محیط نیست، بلکه به محیط اساطیری کارتولیا تعلق دارد.

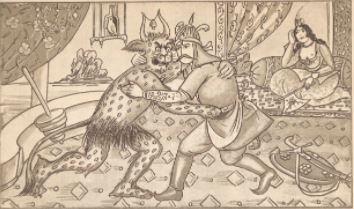
مالک محمد علیه دیو

با پذیرش اسلام، افسانه‌ها و افسانه‌های عامیانه آذربایجان معنایی دینی پیدا کرد، اندیشه‌ها و قهرمانان اسلامی گوناگونی به ساختار روایی افزوده شد.  در میان موجودات خبیث آذربایجان، جن‌ها زاییده سنت اسلامی، غول‌ها و پری‌ها محصول آیین زرتشتی و هل مادر و اردوف زاییده اندیشه‌های شمنیستی هستند. در زبان آذری «کتابی سیرتین نبی» شاعر قرن سیزدهم عزالدین حسن اوغلو، مفهوم جهان هستی و ارائه ایده‌های اسطوره‌ای نشان می‌دهد که اعتقاد به خدای آسمان همچنان در دین اسلام گنجانده شده است. 
اشغال مغولان در قرن سیزدهم و استقرار قدرت توسط ایلخانی‌ها بر آذربایجان ایران و آذربایجان مدرن در دوره‌های بعدی به تقویت آداب و رسوم شمنیستی رواج یافت. آداب و رسوم شمنیسم تحت تأثیر اسلام دستخوش تغییراتی شده و خود را در جاهای بی خطر و بی‌اهمیت حفظ کرده است. قواعد سنت‌های دیرینه در فرهنگ آذربایجان در فولکلور و بازی‌های کودکانه، مراسم و اعتقادات طبقات وسیع مردم به حیات خود ادامه داده است. به عنوان مثال، شکی نیست که آشی که آذربایجانی‌ها در روز پنجشنبه (روز آدینا) برای احترام به روح مردگان می‌خورند، شکلی باستانی از شمنیسم است. 
اسطوره‌ها و افسانه‌های آذربایجانی‌ها بر اساس اعتقاد به موجودات مختلف اسطوره‌ای و نیمه اسطوره‌ای حاملان خیر و شر است. در نظام اساطیری آذربایجان واحدهای اساطیری مانند زمین و آسمان، دریا و کوه، آب و نام، انسان و وحشت، درخت و گل وجود دارد. افسانه‌هایی دربارهٔ این اتحادیه‌ها در دوره‌های مختلف توسعه اجتماعی ایجاد شد. این اسطوره‌ها دوره اولیه رشد انسان را مشخص می‌کنند. بخش بزرگی از اسطوره‌ها به عنوان موضوعات مستقل اسطوره‌ای در طول قرن‌ها به صورت شفاهی از نسلی به نسل دیگر منتقل شده و به امروز رسیده است. 
با وجود تأثیرات خارجی، اساطیر آذربایجان ویژگی ملی خود را حفظ کرده است. اساطیر آذربایجان ارتباط تنگاتنگی با فولکلور ایرانی داشت و متقابلاً بر یکدیگر تأثیر می‌گذاشتند. با وجود این، اساطیر آذربایجان اصالت خود را حفظ کرده است. اساطیر ایرانی نیز تعدادی طرح اساطیری را از اساطیر آذربایجان به عاریت گرفته است.  اساطیر کوموگ از نظر درونی با اساطیر آذربایجان در توسعه پیوندهای گونه شناختی و ژنتیکی مرتبط بود.
نقش‌های اژدها، غول‌ها و پریان در فرهنگ عامیانه آذربایجان در روایت‌های اساطیری یافت نمی‌شود، در حالی که کاراچوخا، مادر هال و سایر قهرمانان در روایت‌های اساطیری در حماسه‌ها و داستان‌ها استفاده نمی‌شوند. از آنجایی که مردم باورهای اساطیری را واقعی می‌پذیرند، قهرمانان روایت‌های اساطیری مبتنی بر این باورها در داستان‌ها و دیگر متون فرهنگ عامیانه گنجانده نمی‌شوند؛ مثلاً گنجاندن گاراچوخا در حماسه‌ها و داستان‌ها غیرممکن است مگر اینکه معنای قوم شناختی گاراچوخا از بین برود و باورهای مربوط به این نام فراموش نشود. 

### تحقیق و گردآوری

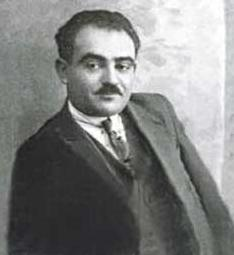
یوسف وزیر چمن زمینی

در اوایل قرن نوزدهم، علاوه بر ژانرهای مختلف فولکلور آذربایجان، برخی از افسانه‌های آذربایجان نیز با گوش دادن به مردم محلی نوشته و در مطبوعات روسیه منتشر شد. به عنوان مثال، در شماره نهم " مجموعه مطالب توصیف سرزمین‌ها و مردم قفقاز " (SMOMPK)، مطالب گردآوری شده توسط معلم مدرسه روستای بزرگ ودی، هاشم بیگ وزیروف، با نام "برخی اطلاعات" منتشر شد. دربارهٔ عقاید تاتار». در اینجا شیاطین، غول‌ها، شیطان، پدیده‌های طبیعی، آتش و آب، حیوانات، پرندگان و حشرات، مادر هال، روح شیطانی، روابط بین ارواح، مردگان و غیره وجود دارند. باورها در مورد در شماره هفدهم SMOMPK، مطالب گردآوری شده توسط M. Efendiyev، معلم مدرسه روسی-تاتاری باکو دوم، تحت عنوان "باورهای تاتارهای ناحیه شاماخی" منتشر شد. اینجا آسمان، خورشید، ماه، ستارگان در حال سقوط، درخت بهشت، رنگین کمان، خورشید گرفتگی و ماه گرفتگی، رعد و برق و باران، شیطان، جادوگری، پیشگویی، چشم بد، شوم، آب و غیره هستند. اعتقادات در مورد داده شده است. 
اطلاعاتی دربارهٔ اساطیر آذربایجان در برخی از آثار دانشمندانی مانند میرزا کاظم بیگ، عباسقلو آقا باکیخانف یافت می‌شود. در دهه ۱۹۲۰ فولکلورشناسان نیز در آثار خود به اساطیر آذربایجان توجه داشتند. دانشمند و نویسنده یوسف وزیر چمن زمینی در این راستا تلاش ویژه ای کرد.  او اولین محقق آذربایجانی بود که ابتکار عمل را برای بازسازی اسطوره‌های آذربایجان بر اساس افسانه‌ها به دست گرفت. 
دانشمندانی مانند نبیف آثاری دربارهٔ اسطوره‌های آذربایجان نوشتند. بیشتر تحقیقات دربارهٔ اسطوره‌های آذربایجان در دهه ۱۹۸۰ به رهبری میرعلی سیداف انجام شد. طبقه‌بندی و جداول اسطوره‌های آذربایجان بر اساس اعداد توسط آزاد نبی اف ارائه شده است. 
از اوایل دهه ۱۹۷۰ توجه زیادی به جمع‌آوری و انتشار اساطیر آذربایجان شد و کتاب‌هایی حاوی اسطوره‌های آذربایجان منتشر شد. اینها عبارتند از: "قصه‌ها، اسطوره‌ها، افسانه‌های آذربایجان" (باکو، ۱۹۸۸، گردآوری شده توسط A. Nabiyev)، "متون اساطیری آذربایجان" (باکو، ۱۹۸۸، به زبان آذربایجانی)، "میخ‌های جادویی (افسانه‌های آذربایجان)" (باکو، ۱۹۹۰، تألیف A. Nabiyev) گنجانده شده است. 